# گرهارت اشمیت‌هوبر
گرهارت اشمیت‌هوبر (آلمانی: Gerhard Schmidhuber؛ ‏ تلفظ آلمانی: [ˈɡe:ɐ̯haʁt]؛ ‏ ۹ آوریل ۱۸۹۴ – ۱۱ فوریهٔ ۱۹۴۵) نظامی بلندپایه آلمانی در دوره رایش سوم بود که در جریان جنگ جهانی دوم یگان‌های زرهی مختلفی را در ورماخت فرماندهی کرد.
گرهارت اشمیت‌هوبر در زاکسن به دنیا آمد. در سال ۱۹۱۴ افسر ذخیره نیروی زمینی امپراتوری آلمان بود. سال ۱۹۲۰ نیروهای مسلح را ترک کرد اما مجدداً سال ۱۹۳۴ به خدمت بازگشت. با آغاز جنگ جهانی دوم، در کارزارهای جنگی آلمان در فرانسه و شوروی به‌عنوان فرمانده گردان و هنگ خدمت کرد و نشان صلیب شوالیه صلیب آهنین را دریافت نمود.
اشمیت‌هوبر مدتی لشکر سیزدهم زرهی را فرماندهی کرد و هنگامی که ورماخت مجارستان را به تصرف درآورد، فرمانده عالی نیروهای آلمانی در آن کشور بود. بر پایه روایات پال سالایی او از انهدام محلهٔ یهودی‌نشین بوداپست توسط گروه تندرو صلیب پیکانی در مجارستان جلوگیری کرد؛ اگرچه نقش دقیق او در این ماجرا همچنان مورد مناقشه است.
گرهارت اشمیت‌هوبر در نهایت روز ۱۱ فوریه سال ۱۹۴۵ در جریان محاصره بوداپست حین نبرد کشته شد.

## نشان‌ها
- صلیب آهنین (۱۹۱۴) درجه ۲ (۹ مه ۱۹۱۵) و درجه ۱ (۷ دسامبر ۱۹۱۷)[۲]
- گیره صلیب آهنین (۱۹۳۹) درجه ۲ (۲۹ سپتامبر ۱۹۳۹) و درجه ۱ (۲۴ ژوئن ۱۹۴۰)[۲]
- صلیب آلمانی زرین (۲۸ فوریهٔ ۱۹۴۲) - فرمانده هنگ ۱۰۳ پیاده‌نظام - سرهنگ دوم[۳]
- صلیب شوالیه صلیب آهنین:
  - صلیب شوالیه (۱۸ اکتبر ۱۹۴۳) فرمانده هنگ ۳۰۴ پیاده‌نظام موتوریزه - سرهنگ[۴]
  - برگ‌های بلوط (۲۱ ژانویه ۱۹۴۵) - فرمانده لشکر سیزدهم زرهی - سرلشکر[۵]